# Джош Ґад
Джо́шуа І́лан Ґад (англ. Joshua Ilan Gad; нар. 21 лютого 1981) — американський актор, комік та співак, відомий завдяки озвучуванню сніговика Олафа (дві премії «Енні») з мультфільму кінокомпанії Дісней «Крижане серце», а також за роллю Арнольда Каннінгема у бродвейському мюзиклі «Книга Мормона» та Раяна Черча в телесеріалі Back to You (2007—2008).
Він також з'являвся у таких проектах, як «Швидка допомога», The Daily Show, «Американська сімейка», «Новенька», Bored to Death та «4исла», грав Скіпа Ґілкриста в політичному ситкомі 1600 Penn на каналі NBC. Джошеві дісталися ролі у таких фільмах, як «Рокер» (2008), «Стажери», «Двадцять одне», «Крижане серце», «Кохання та інші ліки», «Джобс: Імперія спокуси», «Пікселі», «Весільний майстер», «Angry Birds у кіно», «Життя і мета собаки» та «Подорож хорошого пса», «Маршалл» (2017), «Убивство у „Східному експресі“».

## Молодість
Джош Ґад народився 23 лютого 1981 року в Голлівуді, Флорида. Його мати — рієлтор, а вітчим — інвестиційний радник. Він виховувався євреєм; його батько — єврейський іммігрант з Афганістану, його мати — єврейка-ашкеназі.
Ґад відвідував школу NSU University (потім «University School of NSU»), яку закінчив 1999 року. Також він відвідував Коледж образотворчих мистецтв університету Карнегі-Меллону у Піттсбурзі, штату Пенсільванія, який закінчив 2003 року. Там він отримав ступінь бакалавру образотворчих мистецтв за напрямом «Драма».

## Кар'єра
Ґад зображав режисера новин Райана Черча у ситкомі Back to You (Повертаюсь До Тебе) телеканалу Fox, який тривав лише один сезон з 2007 до 2008. 5 травня 2009 року Ґад з'явився в ролі кореспондента на The Daily Show, а вже 2 червня того ж року отримав постійну роль.

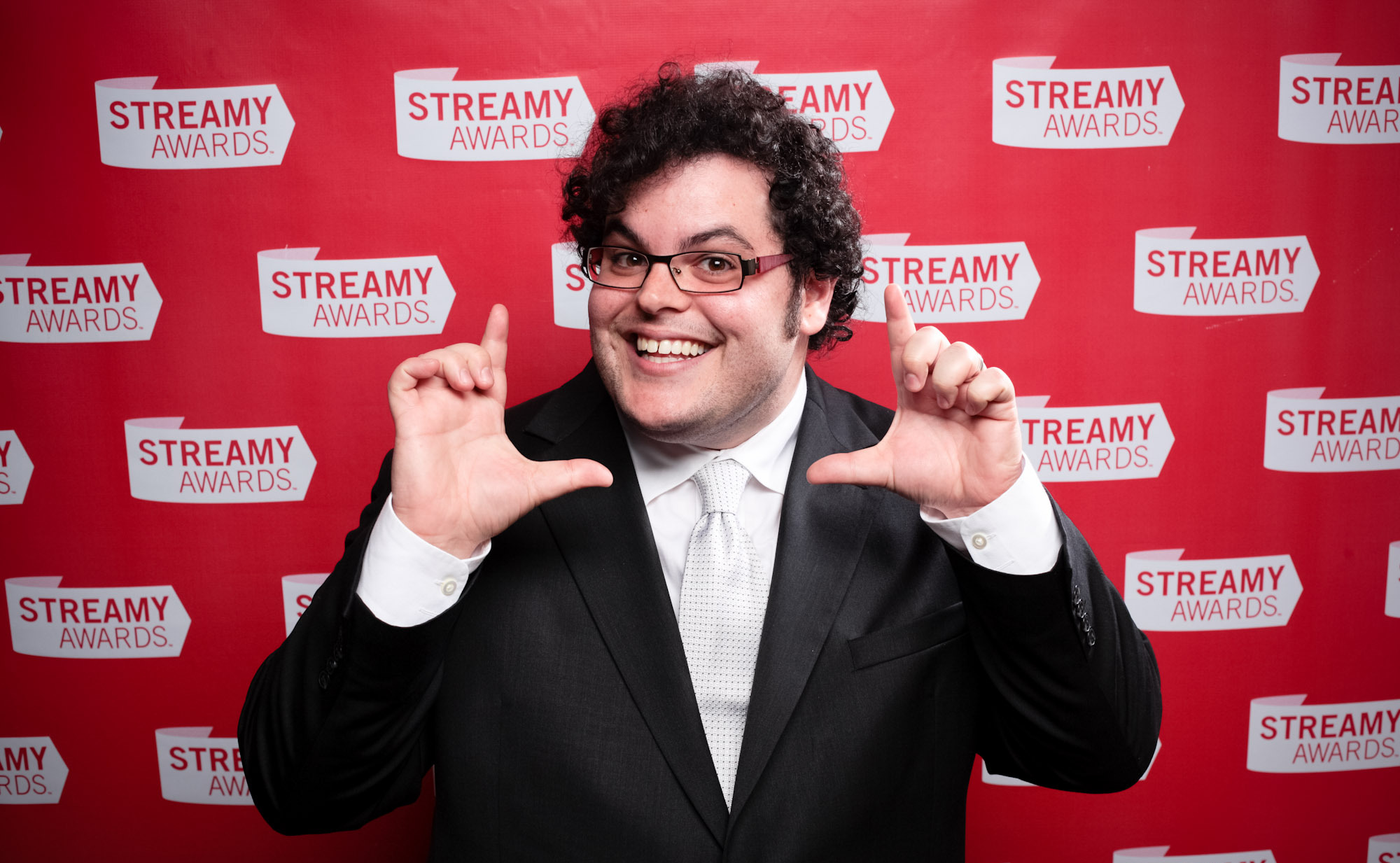
Джош Ґад у 2010 році на Streamy Awards

2008 року він зіграв допоміжну роль у фільмі Двадцять одне, та головну роль у Рокері. У 2010 йому дісталася роль у «Коханні та інших ліках», в епізоді «Make it Quick, Fitzgerald!» (укр. Хутчіш, Фіцджеральд!) серіалу Bored to Death Джош зіграв гостьову роль.
Ґад зіграв Арнольда Каннінгема у бродвейському мюзиклі Книга Мормона. Його останній виступ був 6 червня 2012. Ґад був номінований на премію «Тоні» у 2011 за найкращу головну роль в мюзиклі, разом із колегою Ендрю Ренелзом. Обидва програли Норбертові Лео Бутцу («Catch Me If You Can» укр. Спіймай мене, якщо зможеш).
2011 року Ґад з'явився як камео на шоу Modern Family каналу ABC у 3 сезоні (Thanksgiving episode укр. Епізод Дня Подяки).
У 2012 він озвучив персонажа Луїса у мультфільмі Льодовиковий період 4: Континентальний дрейф. Він також зіграв Ведмежого Кігтя в одному з епізодів серіалу Новенька. У 2012 він знімався у незалежній романтичній комедії Вона Мене Хоче. У 2014 році його запросили озвучити одного з персонажів мультсеріалу Фінеас і Ферб.
У фільмі Життя і мета собаки, прем'єра якого відбудеться 2017, він озвучував Бейлі. Девіз фільму: «святкування особливого зв'язку між людьми та їх собаками».
Джош Ґад зіграє Лефу в музичному фентезійному фільмі Красуня і Чудовисько компанії Walt Disney Animation Studios у 2017 році.

## Особисте життя
Ґад одружився із актрисою Ідою Дарвіш у 2008 році. В них народилися дві дочки. Ґад заявив, що він любить традиції юдаїзму, але також він відзначає деякі традиційні католицькі свята, що є складовою частиною релігії його дружини. Себе він вважає духовною людиною, але не релігійною.

## Фільмографія

### Фільм
| Рік  | Назва                                        | Роль                                             | Нотатки                                                       |
| ---- | -------------------------------------------- | ------------------------------------------------ | ------------------------------------------------------------- |
| 2002 | Мері та Джо                                  | Янгол                                            |                                                               |
| 2007 | Watching the Detectives                      | Марк                                             |                                                               |
| 2008 | Двадцять одне                                | Майлз                                            |                                                               |
| 2008 | The Rocker                                   | Мет                                              |                                                               |
| 2009 | Перетинаючи кордон                           | Гові                                             |                                                               |
| 2009 | The Lost Nomads: Get Lost!                   | Ґіґі Miss Piggy Хосе Sanchez Клоун Spatula Lover |                                                               |
| 2009 | Big Guy                                      | Родні                                            | Short                                                         |
| 2010 | Мармадюк                                     | Bandana Dog                                      | Voice                                                         |
| 2010 | Кохання та інші ліки                         | Джош Рандол                                      |                                                               |
| 2011 | Mardi Gras: Spring Break                     | Bartholomew T. «Bump» Brown                      |                                                               |
| 2012 | Вона мене хоче                               | Sam Baum                                         |                                                               |
| 2012 | Льодовиковий період 4: Континентальний дрейф | Louis                                            | Voice                                                         |
| 2012 | Дякую за обмін                               | Ніл                                              |                                                               |
| 2013 | Джобс                                        | Стів Возняк                                      |                                                               |
| 2013 | Стажери                                      | Headphones                                       |                                                               |
| 2013 | Крижане серце                                | Олаф                                             | Annie Award for Voice Acting in a Feature Production          |
| 2014 | Wish I Was Here                              | Ноа Блум                                         |                                                               |
| 2015 | Весільний майстер                            | Даг Гарріс                                       | Nominated — Golden Raspberry Award for Worst Supporting Actor |
| 2015 | Крижана лихоманка                            | Олаф                                             | Voice Short                                                   |
| 2015 | Пікселі                                      | Ludlow Lamonsoff                                 | Nominated — Golden Raspberry Award for Worst Supporting Actor |
| 2016 | Angry Birds у кіно                           | Чак                                              | Голос                                                         |
| 2017 | Життя і мета собаки                          | Бейлі                                            | Голос                                                         |
| 2017 | Красуня і чудовисько                         | Лефу                                             | Post-production                                               |
| 2017 | Вбивство у «Східному експресі»               | Гектор МакКвін                                   |                                                               |
| 2017 | Маршал                                       | Сем Фрідмен                                      | Filming                                                       |
| 2017 | Крижане серце: Різдво з Олафом               | Олаф                                             |                                                               |
| 2019 | Крижане серце 2                              | Олаф                                             | Голос                                                         |
| TBA  | Snow Ponies                                  | Джим                                             |                                                               |

### Телебачення
| Рік     | Назва                           | Роль                     | Нотатки                                                         |
| ------- | ------------------------------- | ------------------------ | --------------------------------------------------------------- |
| 2005    | ER                              | Sgt. Bruce Larabee       | Episode: «Here and There»                                       |
| 2007–08 | Back to You                     | Ryan Church              | 17 episodes                                                     |
| 2008    | Американський тато              | Art (голос)              | Episode: «Pulling Double Booty»                                 |
| 2008–09 | Числа                           | Рой МакҐіл               | 2 episodes                                                      |
| 2009    | Waiting to Die                  | Саймон                   | Movie                                                           |
| 2009    | No Heroics                      | Horseforce               | Movie                                                           |
| 2009    | Party Down                      | Джеффрі Еллз             | Episode: «California College Conservative Union Caucus»         |
| 2009    | Woke Up Dead                    | Мет                      | 21 episodes                                                     |
| 2009–11 | The Daily Show with Jon Stewart | Кореспондент             |                                                                 |
| 2011    | Шоу Клівленда                   | Droopy / Pimp (voice)    | Episode: «Our Gang»                                             |
| 2011    | Секс і Каліфорлія               | Доктор                   | 2 episodes                                                      |
| 2011    | Ґіґі: Майже американець         | Ґіґі                     | 10 episodes                                                     |
| 2011    | Американська сімейка            | Кеннет                   | Episode: «Punkin Chunkin»                                       |
| 2011    | Good Vibes                      | Мондо (голос)            | 12 episodes                                                     |
| 2012–13 | 1600 Penn                       | Skip Gilchrist           | 13 episodes, also co-creator and executive producer             |
| 2013    | Hollywood Game Night            | Джош Ґад                 | Episode: «America's Got Game Night»                             |
| 2012–15 | Новенька                        | Bear Claw                | 3 episodes                                                      |
| 2015    | Комедіанти                      | Josh                     | Main role                                                       |
| 2015    | Вултця Сезам                    | Vincent Van Stop         | Season 45 Episode 4520 — Bert's Sign Painting Challenge         |
| 2015    | The Daily Show with Jon Stewart | Джош Ґад                 | Episode: «2,677»; cameo                                         |
| 2015    | Фінеас і Ферб                   | Вендел (голос)           | 2 Episodes Guest Star                                           |
| 2016    | Софія Прекрасна                 | Олаф (голос)             | Episode: «The Secret Library: Olaf and the Tale of Miss Nettle» |
| 2016    | Lip Sync Battle                 | Джош Ґад / Дональд Трамп | Сезон 2, Епізод 4: «Джош Ґад проти Кейлі Куоко»                 |
| 2016    | Talking Dead                    | Джош Ґад                 | Guest                                                           |
| 2016    | LEGO Frozen Northern Lights     | Olaf (голос)             | Special                                                         |

### Відео ігри
| Рік  | Назва               | Роль | Нотатки |
| ---- | ------------------- | ---- | ------- |
| 2015 | Disney Infinity 3.0 | Олаф | (голос) |

### Театр
| Рік  | Назва                                      | Роль             | Нотатки                      |
| ---- | ------------------------------------------ | ---------------- | ---------------------------- |
| 2005 | The 25th Annual Putnam County Spelling Bee | William Barfee   | Circle in the Square Theatre |
| 2011 | The Book of Mormon                         | Elder Cunningham | Eugene O'Neill Theatre       |